# Aderus flavus
Aderus flavus é uma espécie de inseto besouro da família Aderidae. Foi descrita cientificamente por Léon Fairmaire em 1863.

## Distribuição geográfica
Habita na Argélia.